# Karl von Zinzendorf
Il conte Karl Johann Christian von Zinzendorf (Dresda, 5 gennaio 1739 – Vienna, 5 gennaio 1813) è stato un politico austriaco.
Importante uomo di stato della corte asburgica, è stato governatore di Trieste tra il 1776 e il 1781. A lui si deve la costruzione della strada Trieste-Vienna (in suo onore chiamata dal comune Zinzendorfia). Fu in seguito Tesoriere generale della Hofkammer (1781-1792).

## Biografia
Settimo figlio del sassone Friedrich Christian von Zinzendorf und Pottendorf, nato dal matrimonio con la sua seconda moglie Christiane Sophie Reinicke von Callenberg, fu educato dai genitori al protestantesimo. Dopo la morte del padre, nel 1758, studiò legge all'Università di Jena.
Nel 1760 si recò a Vienna dal fratellastro Ludwig von Zinzendorf e decise di restare nella capitale austriaca, ricevendo incarichi di un certo rilievo. Tra il 1764 e il 1765, svolse, su incarico di Maria Teresa d'Austria, viaggi di formazione in Tirolo, Svizzera, Italia e Francia, ed ebbe occasione di conoscere Voltaire, Jean-Jacques Rousseau e Albrecht von Haller.
Ricevette riconoscimenti ed onorificenze. Nel 1776, dopo la cessazione dell'intendenza commerciale di Trieste, venne nominato governatore della città. Durante lo svolgimento di questo incarico trasferì il ginnasio da Fiume a Trieste (1777), proclamò cessato ogni privilegio circa la pesca nelle acque di Trieste (1779) e provvide alla costruzione della strada di Opchiena (Strada per Vienna), in sostituzione di quelle di Prosecco e di Basovizza(1780). Nel 1781 lasciò Trieste per Vienna e divenne Tesoriere generale della Hofkammer.
Sostenne il libero mercato contro l'economia mercantilistica.
Era fratellastro di Ludwig von Zinzendorf, fratello di Friedrich August von Zinzendorf, nipote di Nicholas Ludwig von Zinzendorf e pronipote di Franz Ludwig von Zinzendorf.
Scrisse, tra le altre cose, un'autobiografia, un voluminoso diario e la storia dei von Zinzendorf. A partire dal Novecento, la sua opera memorialistica è stata ampiamente usata dagli storici per ottenere informazioni sulla storia politico-istituzionale dell'Austria asburgica.
È sepolto a Karlstetten, un comune della Bassa Austria.

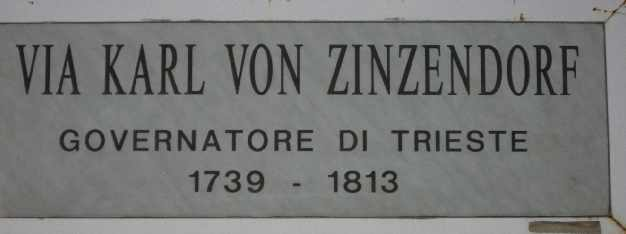
Targa della via dedicata al primo Governatore di Trieste (Opicina, Trieste)